# سهره چهچهه‌زن سینه‌حنایی
سهره چهچهه‌زن سینه‌حنایی (نام علمی: Poospiza rubecula) نام یک گونه از سرده سهره چهچهه‌زن است.